# Estación de Tarrasa Este
Tarrasa Este (oficialmente y en catalán Terrassa Est) es una estación ferroviaria situada en la ciudad española de Tarrasa, en la provincia de Barcelona, comunidad autónoma de Cataluña. Forma parte de las líneas R4 de Rodalies de Catalunya. Fue abierta al público el 3 de marzo del 2008.

## Situación ferroviaria
Se encuentra ubicada en el punto kilométrico 335,8 de la línea férrea de ancho ibérico que une Zaragoza con Barcelona por Lérida y Manresa a 294 metros de altitud. El tramo es de vía doble y está electrificado.

## Historia ferroviaria
No forma parte de las estaciones originales de la línea, siendo su construcción muy reciente. La estación entró en servicio el 3 de marzo de 2008 después de múltiples reivindicaciones vecinales.

## La estación
Está situada al este de Tarrasa entre los barrios de la Grípia y Torre-Sana. Es una estación en trinchera semisoterrada, envuelta entre muros de hormigón, a la que se accede a través de un edificio de vidrio y metal, de aspecto sencillo y funcional ubicado sobre las vías. En el vestíbulo se encuentran varias taquillas para la venta de billetes, puntos informativos y de atención al cliente y una zona comercial que dispone de cafetería. Desde el vestíbulo se accede tanto por escaleras fijas, mecánicas y ascensores a los dos andenes laterales existentes. Ambos están parcialmente cubiertos por estructuras metálicas que se adhieren a las paredes de hormigón que dibuja el contorno del recinto. En el exterior están habilitadas dos zonas de aparcamientos que superan las doscientas plazas. En total la obra, que abarca 789,6 metros cuadrados, tuvo un coste de 4,6 millones de euros.
En el año 2016 registró la entrada de 787.000 usuarios.

## Servicios ferroviarios

### Cercanías
Forma parte de la Línea R4 de cercanías de Barcelona de Rodalies de Catalunya. La frecuencia media entre semana es un tren cada 20 minutos, mientras que los fines de semana los trenes circulan cada 30-60 minutos.
| << cabecera                                                         | < estación     | línea | estación > | cabecera >>     |
| ------------------------------------------------------------------- | -------------- | ----- | ---------- | --------------- |
| Rodalies de Catalunya de Renfe                                      |                |       |            |                 |
| Hospitalet Martorell Villafranca del Panadés San Vicente de Calders | Sabadell Norte |       | Tarrasa    | Tarrasa Manresa |
| Algunos trenes no efectúan parada en esta estación                  |                |       |            |                 |